# Florian Brody

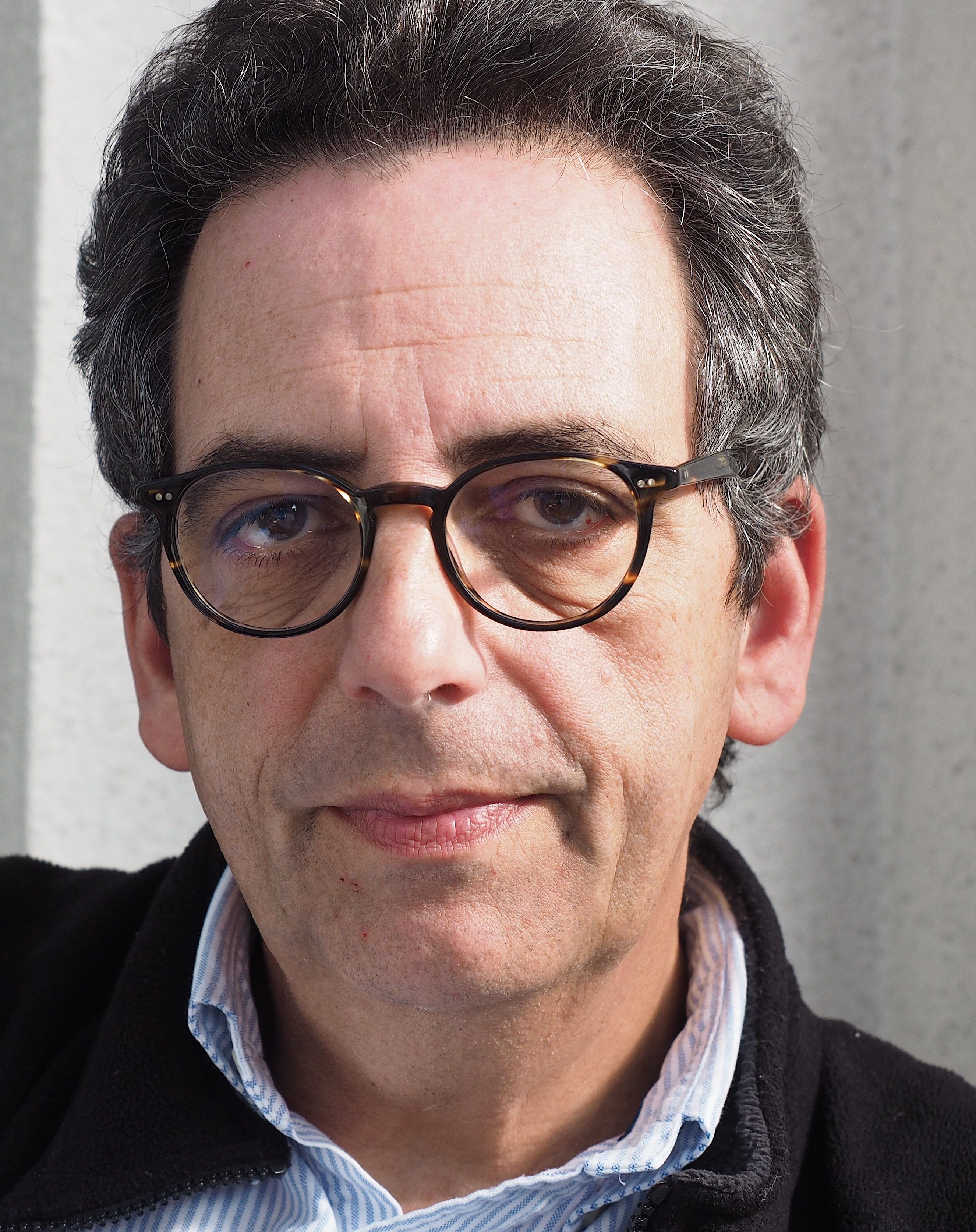
Florian Brody (2014)

Florian Brody (* 31. Oktober 1953 in Wien) ist ein österreichischer Pionier in den Bereichen Multimedia und Electronic Publishing.

## Leben
Brody studierte Allgemeine Sprachwissenschaft und Informatik an der Universität Wien. In den Jahren 1968 bis 1974 war er mehrmals persönlicher Assistent von Henri Langlois bei der Cinémathèque Française und arbeitete mit ihm am Aufbau des Musée du Cinema. Er war Professor für Multimedia an der Fachhochschule Salzburg und Mitglied der Graduate Faculty des Art Center College of Design in Pasadena (Kalifornien).
Brody leitete 1984 erste CD-ROM-Präsentationen für das wissenschaftliche Bibliothekswesen und entwickelte 1988 die erste deutschsprachige Zeitschriftendatenbank an der Österreichischen Nationalbibliothek. Gemeinsam mit Robert Stein entwickelte er bei der Voyager Company in Santa Monica (Kalifornien) ab 1989 die ersten elektronischen Bücher.
Das Expanded Books-Project wurde im Jänner 1991 mit drei Titeln vorgestellt: The Hitchhikers Guide to the Galaxy, Jurassic Park und Alice in Wonderland. Es wurde dann mit der Modern Library von Random House erweitert. Ein auf Hypercard basierendes Expanded Books Toolkit ermöglichte jedermann, elektronische Bücher zu erstellen. Mit dem Christian Brandstätter Verlag entwickelte er für Kodak die erste kommerzielle interaktive Photo-CD zur Geschichte von Schloss Schönbrunn.
Brody lebt und arbeitet in San Francisco und Wien. Er ist zertifizierter Executive und Leadership Coach und arbeitet mit Start-ups und innovativen Firmen als Strategie Mentor. Als Managing Partner bei Brody & Partners unterstützt er internationale Start-ups bei der Etablierung einer Präsenz im Silicon Valley. Er ist der Enkelsohn von  Daniel Brody.

## Veröffentlichungen
- Alte und neue Inhalte – können wir das Web heute schon verstehen? Festhalten und Loslassen im Kontext des Digitalen. In: Marion Fugléwicz-Bren: Die Philosophen kommen – The Next Chapter, tredition, Hamburg 2014. Pbd. ISBN 978-3-8495-9758-0.
- How Green is the Silicon Valley? In: Economics of Communication. Information Technology for Sustainability. 2014. forthcoming
- Philosophie legt die Steine in den Weg, die es interessant machen, den Weg zu gehen. In: Marion Fugléwicz-Bren: Die Philosophen kommen – The Next Chapter, tredition, Hamburg 2014. Pbd. ISBN 978-3-8495-9758-0.
- Eschatologische Vernetzung. Das World Wide Web als Hoffnungsraum Paralipomena zum Heilsanspruch des Internet. In: Fugléwicz-Bren et. Al.: ZukunftsWebBuch 2010. Chancen und Risiken des Web 3.0. – o. O.: edition mono/monochrom, 2010. ISBN 978-3-9502372-7-6.
- Was kommt nach Web2.0? (Und was kam vorher?) Digitale Medien-Start-Ups im Silicon Valley. In: Michael A. Herzog (Hrsg.) Prozessgestaltung in der Medienproduktion; Gito, Berlin 2009, ISBN 978-3-940019-58-5.
- The Columbia Guide to Digital Publishing: Multimedia Publishing. New York: Columbia University Press, 2003.
- The Medium is the Memory, In: The Digital Dialectic. New Essays on New Media. MIT Press, 1999.
- Interaction Design. State of the Art and Future Developments. An argument for information design. Rockport Publishers, 1998.
- Books the Next Generation—Reading on the Electronic Frontier. Springer, Heidelberg 1996.
- Tabula Rasa, in: Cutting Edge Web Design, Rockport Publishers 1998.
- My Home is my Memory is my Home. Mediamatic, Amsterdam 1995. (Doors of Perception Conference 2)
- Brody, Florian. Bibliographie der Bibliographien der Filmliteratur. Maske und Kothurn Vol 21. Nr. 4 (December 1975), (online)
- How Virtual is Reality? in: Tony Feldman (ed.) Proceedings of the First Annual Conference on Virtual Reality 91. London: Meckler